# Trò chơi năm 1972
Trang này liệt kê các board game, trò chơi thẻ bài, wargame, và trò chơi mô hình thu nhỏ  xuất bản năm 1972.  Đối với trò chơi điện tử và game console, xem Trò chơi điện tử năm 1972.

## Trò chơi phát hành hoặc phát minh năm 1972
- 4000 A.D.
- Boggle
- Conquest
- Don't Give Up The Ship![1]
- Richthofen's War